# Liste der Naturdenkmäler in Hagen

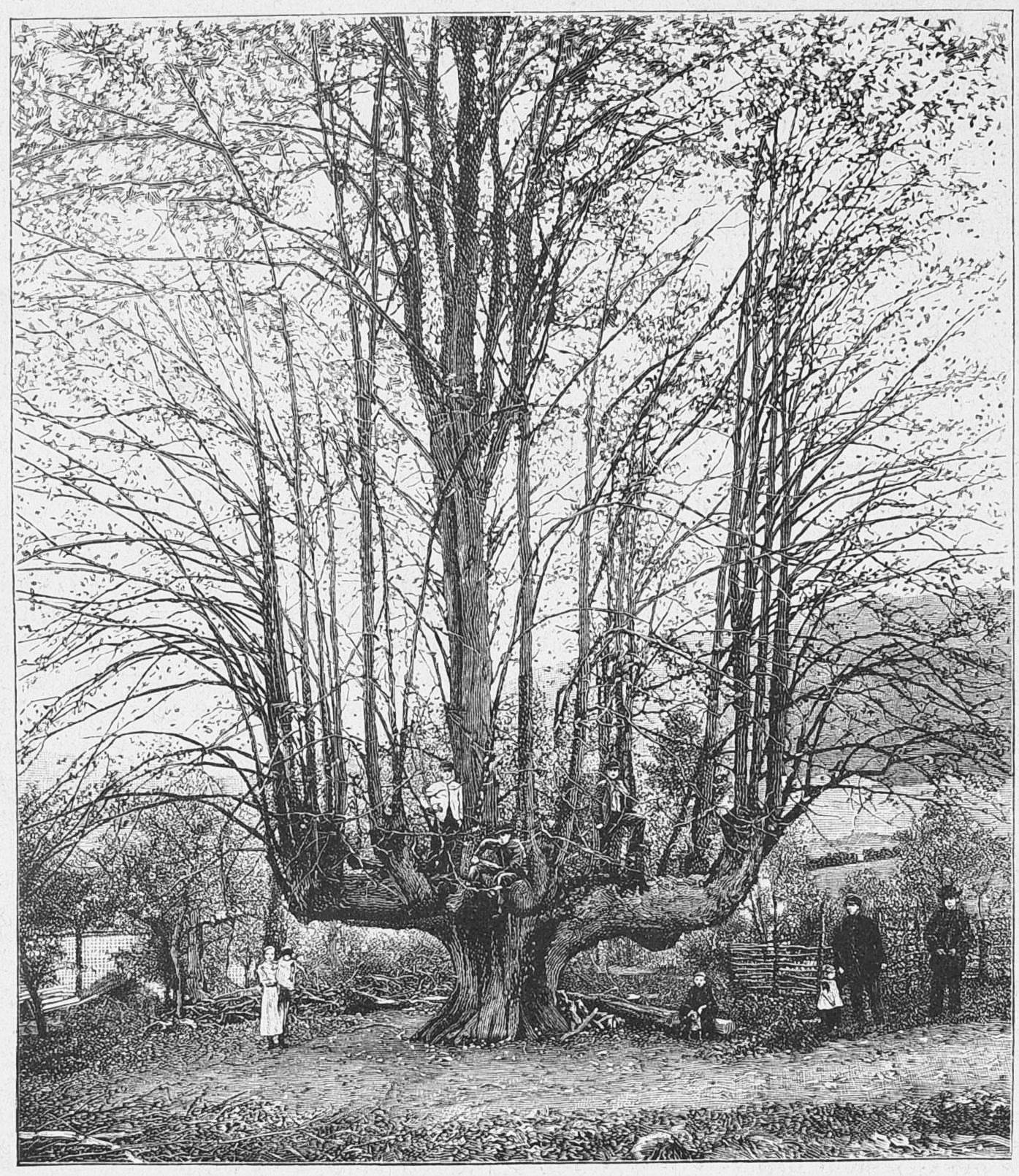
Die Priorlinde (ND ED-10) in Priorei ist eines der auch überregional bekannten Naturdenkmäler Hagens (historischer Zustand, Aufnahme Ende des 19. Jahrhunderts)

In dieser Liste der Naturdenkmäler in Hagen sind zusammenfassend die Naturdenkmäler (ND) in der kreisfreien Großstadt Hagen in Nordrhein-Westfalen aufgeführt.
Rechtliche Grundlagen der Naturdenkmalausweisungen sind das Bundesnaturschutzgesetz und das Landesnaturschutzgesetz NRW. In Abhängigkeit vom baurechtlichen Bereich innerhalb der Stadt sind in Hagen zwei verschiedene Rechtswerke maßgeblich: der Landschaftsplan (LP) und eine ordnungsbehördliche Verordnung (Naturdenkmalverordnung, ND VO).
Insgesamt sind in Hagen 113 Naturdenkmäler ausgewiesen (Stand 11/2016). Davon befinden sich 62 im Landschaftsplanbereich und 51 im Geltungsbereich von Bebauungsplänen bzw. innerhalb der im Zusammenhang bebauten Ortsteile. Unter Schutz stehen v. a. markante Bäume und Baumgruppen sowie 23 i. w. S. geologische Objekte.

## Naturdenkmäler im Außenbereich (Landschaftsplan)
Die folgenden Naturdenkmäler befinden sich im baurechtlichen Außenbereich (Landschaftsraum außerhalb der „im Zusammenhang bebauten Ortsteile“). Sie sind durch Festsetzungen im Hagener Landschaftsplan geschützt, der am 10. September 1994 in Kraft trat.
Die Naturdenkmal-Kennungen entsprechen den laufenden Nummern bzw. Unterabschnitten im Landschaftsplan.

### Bäume
Im Landschaftsplan-Abschnitt 1.3.2.1 sind die folgenden, als Naturdenkmal geschützten Bäume und Baumgruppen erfasst. In den meisten Fällen handelt es sich um freistehende, landschaftsbildprägende oder besonders mächtige Bäume. Teilweise sind auch heimatkundliche Aspekte relevant (z. B. mutmaßliche Gerichtsbäume, alte Hofbäume).
Die Bäume zeichnen sich in Art, Wuchsform, Alter und Größe durch Seltenheit, Eigenart oder Schönheit aus. Die Schutzausweisung erstreckt sich jeweils auf die gesamte Fläche unterhalb der Baumkrone (Traufbereich).
| Bild                                               | ND-Kennung (Landschaftsplan) | Bezeichnung                                                                                                | Details | Gemarkung    | Lage |
| -------------------------------------------------- | ---------------------------- | --- | --- | ------------ | --- |
| 1.3.2.1.1 Stiel-Eiche                              | 1.3.2.1.1                    | Stiel-Eiche (Quercus robur)                                                                                | Baum auf landwirtschaftlicher Fläche | Boele        | Flur 21, Flurstück 120 (zwischen Schwerter Straße und Malmkestraße, am Boeler Ring) Karte                                                                        |
| 1.3.2.1.2 Stiel-Eiche                              | 1.3.2.1.2                    | Stiel-Eiche (Quercus robur)                                                                                | Baum am Straßengraben bzw. Feldrand | Boele        | Flur 21, Flurstück 120 (nordwestlich Malmkestraße) Karte |
| 1.3.2.1.4 Stiel-Eiche                              | 1.3.2.1.4                    | Stiel-Eiche (Quercus robur)                                                                                | Baum am Straßengraben bzw. Feldrand | Boele        | Flur 21, Flurstück 120 (westlich Malmkestraße) Karte |
| 1.3.2.1.5 zwei Stiel-Eichen                        | 1.3.2.1.5                    | 2 Stiel-Eichen (Quercus robur)                                                                             | Baumpaar in Straßenböschung | Fley         | Flur 4, Flurstück 323 (südlich gegenüber Hofeinfahrt von Haus Nr. 23) Karte                                                                                      |
| 1.3.2.1.6 Stiel-Eiche                              | 1.3.2.1.6                    | Stiel-Eiche (Quercus robur)                                                                                | Baum auf Weidefläche | Berchum      | Flur 7, Flurstück 62 (nördlich von Tiefendorf) Karte |
| 1.3.2.1.7 Stiel-Eiche                              | 1.3.2.1.7                    | Stiel-Eiche (Quercus robur)                                                                                | Baum am Haus „Saure Egge“ | Berchum      | Flur 8, Flurstück 125 (ca. 10 m südwestlich Haus Tiefendorf 32) Karte                                                                                            |
| 1.3.2.1.8 Stiel-Eiche                              | 1.3.2.1.8                    | Stiel-Eiche (Quercus robur)                                                                                | Baum auf Weidefläche | Halden       | Flur 8, Flurstück 31 (südlich des Krebsbachtals) Karte |
| 1.3.2.1.9 Sommerlinden                             | 1.3.2.1.9                    | 2 Sommer-Linden (Tilia platyphyllos)                                                                       | Bäume beidseitig der Hofeinfahrt von Gut Herbeck | Herbeck      | Flur 1, Flurstück 102 (Hofeinfahrt) Karte |
| 1.3.2.1.13 Pappel                                  | 1.3.2.1.13                   | Pappel (Populus hybridus)                                                                                  | Baum in Lenneaue „Auf der Haardt“, mit Misteln in Krone | Herbeck      | Flur 1, Flurstück 82 (östlich Eisenbahnlinie) Karte |
| 1.3.2.1.14 Stiel-Eiche                             | 1.3.2.1.14                   | Stiel-Eiche (Quercus robur)                                                                                | Baum auf Böschung | Hohenlimburg | Flur 5, Flurstück 157 (oberhalb Straßeneinmündung Am Kronocken/Alter Henkhauser Weg) Karte                                                                       |
| 1.3.2.1.15 Stiel-Eiche                             | 1.3.2.1.15                   | Stiel-Eiche (Quercus robur)                                                                                | Baum auf Gelände der ehemaligen Kläranlage Hohenlimburg | Hohenlimburg | Flur 14, Flurstück 115 (Rand eines Schotterweges) Karte |
| 1.3.2.1.16 Stiel-Eiche                             | 1.3.2.1.16                   | Stiel-Eiche (Quercus robur)                                                                                | Baum auf Weidefläche „Am Tüßfeld“ | Herbeck      | Flur 3, Flurstück 68 (südlich Hohenlimburger Straße) Karte |
|                                                    | 1.3.2.1.17                   | Rot-Buche (Fagus sylvatica)                                                                                | Baum in einer Feldhecke | Westerbauer  | Flur 3, Flurstück 15 (ca. 100 m westlich Vogelsanger Straße) Karte                                                                                               |
| 1.3.2.1.18 Stiel-Eiche                             | 1.3.2.1.18                   | Stiel-Eiche (Quercus robur)                                                                                | Baum auf landwirtschaftlicher Fläche am Buscherberg | Westerbauer  | Flur 3, Flurstück 18 (ca. 50 m westlich Haus Vogelsanger Str. 70) Karte                                                                                          |
| 1.3.2.1.20 Stiel-Eiche                             | 1.3.2.1.20                   | Stiel-Eiche (Quercus robur)                                                                                | Baum auf Straßenböschung | Westerbauer  | Flur 4, Flurstück 402 (oberhalb Zufahrt zu Distelstück 22) Karte                                                                                                 |
| 1.3.2.1.21 sechs Eschen                            | 1.3.2.1.21                   | 5+1 Eschen (Fraxinus excelsior)                                                                            | Ensemble aus 5 Bäumen auf Weidefläche und 1 Baum auf Grünfläche | Westerbauer  | Flur 4, Flurstück 430+432 (südlich Twittingstraße auf Weide des Hofes Nr. 25–29) und Flur 2, Flurstück 104 (nördlich Straße in Grünfläche vor Haus Nr. 92) Karte |
| 1.3.2.1.22 Rosskastanie                            | 1.3.2.1.22                   | Rosskastanie (Aesculus hippocastanum)                                                                      | Baum auf Weidefläche | Westerbauer  | Flur 5, Flurstück 430 (Weide der Hofanlage Twittingstraße) Karte                                                                                                 |
| 1.3.2.1.23 Baumgruppe auf Waldspielplatz Im Deerth | 1.3.2.1.23                   | 1 Marone (Castanea sativa) 3 Rot-Buchen (Fagus sylvatica)                                                  | Baumgruppe auf Waldspielplatz „Im Deerth“ | Hagen        | Flur 21, Flurstück 16 (Im Deerth) Karte |
| 1.3.2.1.24 Rosskastanie                            | 1.3.2.1.24                   | Rosskastanie (Aesculus hippocastanum)                                                                      | Baum am Weg-/Waldrand | Hagen        | Flur 31, Flurstück 23 (Buntebachstraße nahe Haus Nr. 98) Karte                                                                                                   |
| 1.3.2.1.25 Winterlinde                             | 1.3.2.1.25                   | Winterlinde (Tilia cordata)                                                                                | Baum im Hofbereich | Hagen        | Flur 51, Flurstück 42 (Gehöft Auf dem Killing) Karte |
| 1.3.2.1.28 Platane                                 | 1.3.2.1.28                   | Platane (Platanus acerifolia)                                                                              | Baum am Schlossberg (ein Ahorn als ehemals zweiter Baum des ND wurde gefällt) | Hohenlimburg | Flur 23, Flurstück 75 (unterhalb Schlossgartenterrasse) Karte |
|                                                    | 1.3.2.1.29                   | 1 (urspr. 6) Eibe(n) (Taxus baccata)                                                                       | ursprünglich 3 jeweils mehrstämmige Baumpaare am Schlossberg an der Ost-, Nord- und Westseite der unteren Schlossterrasse; Schutzstatus z. T. aufgehoben (1 Eibe in einem Wintersturm Ende 2004 auseinandergebrochen, 2 bei Restaurierung des barocken Gartenparterres gefällt) | Hohenlimburg | Flur 23, Flurstück 76 (untere Schlossgartenterrasse) Karte |
| 1.3.2.1.30 Baumgruppe Schloss Hohenlimburg         | 1.3.2.1.30                   | 9 (urspr. 14) Eiben (Taxus baccata) 2 (urspr. 3) Hülsen (Ilex aquifolium) 1 Buchsbaum (Buxus sempervirens) | Baumgruppe am Schlossberg nordwestlich des Schlosses (einige Bäume offenbar abgängig) | Hohenlimburg | Flur 23, Flurstück 76 und 77 (unterhalb Schlossmauer) Karte |
| 1.3.2.1.31 Eiben und Hülsen                        | 1.3.2.1.31                   | 2 (urspr. 7) Eiben (Taxus baccata) 2 Hülsen (Ilex aquifolium)                                              | Baumgruppe auf Schloss Hohenlimburg (z. T. gefällt) | Hohenlimburg | Flur 23, Flurstück 77 (Innenhof des Schlosses) Karte |
| 1.3.2.1.33 Sommerlinden                            | 1.3.2.1.33                   | 2 Sommer-Linden (Tilia platyphyllos)                                                                       | Bäume auf Schloss Hohenlimburg | Hohenlimburg | Flur 23, Flurstück 77 (südwestlicher Schlosshof) Karte |
| 1.3.2.1.35 Edelkastanie                            | 1.3.2.1.35                   | Marone (Castanea sativa)                                                                                   | Baum in Straßenböschung | Hohenlimburg | Flur 23, Flurstück 36 (zwischen Röhrenweg und Eselsweg gegenüber Toreingang des Schlosses) Karte                                                                 |
|                                                    | 1.3.2.1.36                   | Blut-Buche (Fagus sylvatica 'Atropunicea')                                                                 | Baum im Wald am Schlossberg | Hohenlimburg | Flur 23, Flurstück 81 (am Röhrenweg ca. 300 m südwestlich des Schlosses) Karte                                                                                   |
| 1.3.2.1.39 Traubeneiche                            | 1.3.2.1.39                   | Trauben-Eiche (Quercus petraea)                                                                            | Baum am Gut Kuhweide | Delstern     | Flur 12, Flurstück 62 (ca. 200 m südlich der Wirtschaftsgebäude) Karte                                                                                           |
| 1.3.2.1.40 Esche                                   | 1.3.2.1.40                   | Esche (Fraxinus excelsior)                                                                                 | Baum am Gut Kuhweide | Delstern     | Flur 12, Flurstück 62 (ca. 200 m südwestlich der Wirtschaftsgebäude zwischen Waldrand und Nadelbaumkultur) Karte                                                 |
| 1.3.2.1.41 Stiel-Eiche                             | 1.3.2.1.41                   | Stiel-Eiche (Quercus robur)                                                                                | Baum am Weg zum Gut Kuhweide | Delstern     | Flur 11, Flurstück 88 (Weg zwischen Volmetal und Gut) Karte |
| 1.3.2.1.42 Rosskastanie                            | 1.3.2.1.42                   | Rosskastanie (Aesculus hippocastanum)                                                                      | Baum vor Haus | Delstern     | Flur 5, Flurstück 41 (Kattenohl 1a) Karte |
| 1.3.2.1.43 Eibe                                    | 1.3.2.1.43                   | Eibe (Taxus baccata)                                                                                       | Baum in Grünlandfläche | Delstern     | Flur 10, Flurstück 20 (nördlich Haus in der Lücköge 1) Karte |
| 1.3.2.1.44 Trauben-Eiche                           | 1.3.2.1.44                   | Trauben-Eiche (Quercus petraea)                                                                            | Baum im Berghang | Delstern     | Flur 10, Flurstück 179 (ca. 80 m westlich Haus) Karte |
| 1.3.2.1.46 Winterlinde                             | 1.3.2.1.46                   | Winterlinde (Tilia cordata)                                                                                | Hofbaum | Delstern     | Flur 17, Flurstück 120 (Ribberthof bei Dahl) Karte |
| 1.3.2.1.47 Stiel-Eiche                             | 1.3.2.1.47                   | Stiel-Eiche (Quercus robur)                                                                                | Baum auf Böschungskopf | Dahl         | Flur 13, Flurstück 585 (Fußweg unterhalb Altenheim/Volmehang) Karte                                                                                              |
| 1.3.2.1.48 Stiel-Eiche                             | 1.3.2.1.48                   | Stiel-Eiche (Quercus robur)                                                                                | Baum am Waldrand | Dahl         | Flur 13, Flurstück 585 (unterhalb Garten Haus Am Horseney 11) Karte                                                                                              |
| 1.3.2.1.51 Stiel-Eiche                             | 1.3.2.1.51                   | Stiel-Eiche (Quercus robur)                                                                                | Baum auf Böschungskopf | Dahl         | Flur 13, Flurstück 630 (zwischen Graben und Weg vor Haus Becke 1) Karte                                                                                          |
| weitere Bilder                                     | 1.3.2.1.52                   | Sommer-Linde (Tilia platyphyllos)                                                                          | Rumscheider Linde – alte Femelinde (Gerichtsbaum) in Hoffläche | Dahl         | Flur 6, Flurstück 1068 (Haus Rumscheid 85) Karte |
| 1.3.2.1.54 Esche                                   | 1.3.2.1.54                   | Esche (Fraxinus excelsior)                                                                                 | Baum an Straße nahe Wohnhaus | Dahl         | Flur 9, Flurstück 350 (westlich Bölling, Straße nach Röteldiek) Karte                                                                                            |

### Höhlen, Stollen, Findlinge, Steinbruchwände, Dolinen
Im Landschaftsplan-Abschnitt 1.3.2.2 sind die folgenden, als Naturdenkmal geschützten geologischen Objekte erfasst. Es handelt sich um natürliche Höhlen, Findlinge und Dolinen sowie um künstlich entstandene Bergbaustollen, Bunker und Steinbruchwände. Für den Naturschutz relevant sind diese v. a. aus naturwissenschaftlichen Gründen, als Sonderstandorte oder auch als Quartiere für Amphibien, Reptilien und Fledermäuse.
| Bild                                                 | ND-Kennung (Landschaftsplan) | Bezeichnung                                 | Details | Gemarkung  | Lage                                                                                            |
| ---------------------------------------------------- | ---------------------------- | ------------------------------------------- | --- | ---------- | ----------------------------------------------------------------------------------------------- |
| Kohlestollen Kaisberg                                | 1.3.2.2.1                    | Kohlestollen Kaisberg                       | „Stollen“ im Oberkarbon – mittlerweile als Bunker aus dem 20. Jahrhundert interpretiert (vgl. Zeche Kaysbergerbank) – Schutzausweisung umfasst auch die Felswand, an deren Fuß sich der Eingang befindet                        | Vorhalle   | Flur 2, Flurstück 50 (südöstlich Kläranlage Vorhalle) Karte                                     |
| 1.3.2.2.2 Gossmann-Stollen                           | 1.3.2.2.2                    | Gossmann-Stollen                            | ca. 6 m tiefer Mutungsstollen in Hagener Schichten des Oberkarbons mit Tonschiefer, Sandstein und Grauwacken | Berchum    | Flur 1, Flurstück 612 (nördlich Villigster Straße am Kahlenberg) Karte                          |
| 1.3.2.2.3 Stollen Tiefendorf                         | 1.3.2.2.3                    | Stollen Tiefendorf                          | zoologisch bedeutender, ca. 8 m tiefer Mutungsstollen in Hagener Schichten des Oberkarbons mit Tonschiefer, Sandstein und Grauwacken                                                                                            | Berchum    | Flur 8, Flurstück 125 (südöstlich Tiefendorf) Karte                                             |
| weitere Bilder                                       | 1.3.2.2.4                    | Geologischer Aufschluss Steinbruch Vorhalle | „Kersberg-Wand“ in der ehemaligen Ziegeleigrube Vorhalle – geologischer Aufschluss (Steinbruchwand) aus Schieferton mit eingelagertem Grauwackesandstein aus flözleerem Oberkarbon (Typuslokalität der Vorhaller Schichten)     | Vorhalle   | Flur 6, Flurstücke 165–169, 406, 601, 603 und Flur 7, Flurstück 23 (nordwestlich Eckesey) Karte |
| 1.3.2.2.5 Findling Vorhalle                          | 1.3.2.2.5                    | Findling Vorhalle                           | Findling aus Revsund-Granit (Nordschweden) | Vorhalle   | Flur 9, Flurstück 516 (am Hülsbergbach westlich Vorhalle) Karte                                 |
| 1.3.2.2.6 Stollen Philippshöhe                       | 1.3.2.2.6                    | Stollen Philippshöhe                        | zoologisch bedeutender, ehemals als Bunker genutzter Stollen | Vorhalle   | Flur 7, Flurstück 18 (Volmehang bei Eckesey) Karte                                              |
| 1.3.2.2.7 Hasper Kluterthöhle                        | 1.3.2.2.7                    | Kluterthöhle                                | Höhle in Riffkalklinse der Oberen Honseler Schichten des Mitteldevons, 285 m lang mit 39 m Höhendifferenz | Haspe      | Flur 57, Flurstück 72 (westlich Sportplatz Hestert) Karte                                       |
| 1.3.2.2.8 Bunker Hestert                             | 1.3.2.2.8                    | Bunker Hestert                              | 2 zoologisch bedeutende, je 40 m lange, stollenartige Bunker | Haspe      | Flur 51, Flurstück 150 (bei Hestert) Karte                                                      |
| 1.3.2.2.9 Hüttenberghöhle                            | 1.3.2.2.9                    | Hüttenberghöhle                             | künstlich erweiterte, 7 m lange Höhle in Riffkalklinse der Oberen Honseler Schichten des Mitteldevons | Hagen      | Flur 10, Flurstück 555 (südwestlich Eilpe) Karte                                                |
| 1.3.2.2.10 Eilper Höhle I und II                     | 1.3.2.2.10                   | Eilper Höhle I und II                       | Karst-Höhle in Kalksteinen der Oberen Honseler Schichten des Mitteldevons mit einem Eingang und mehreren Tagöffnungen, insges. 180 m lang mit 7 m Höhendifferenz; auch zoologisch bedeutend                                     | Hagen      | Flur 13, Flurstück 454 (unterhalb Hüsteystraße bei Eilpe) Karte                                 |
| 1.3.2.2.11 Eisenhöhle                                | 1.3.2.2.11                   | Eisenhöhle                                  | ca. 61 m langer Stollen in Riffkalklinse der Oberen Honseler Schichten des Mitteldevons, v. a. hydrologisch bemerkenswert und zoologisch bedeutend                                                                              | Hagen      | Flur 14, Flurstück 151 (an B 54 westlich Delstern) Karte                                        |
| 1.3.2.2. Doline Milchenbach                          | 1.3.2.2.12                   | Doline Milchenbach                          | verschüttete und gehölzbestandene Doline über Massenkalk des oberen Mitteldevons | Holthausen | Flur 6, Flurstück 7 (Gewann „Kuhlenstück“ südwestlich Holthausen) Karte                         |
| 1.3.2.2.13 Höhle und Stollen Holthauser Bach         | 1.3.2.2.13                   | Höhle und Stollen Holthauser Bach           | Höhlensystem (Holthauser Bachhöhle, Geburtstagshöhle) im Massenkalk mit ca. 1030 m langem Kluftsystem und benachbarter Bunker mit ca. 15 m Stollenlänge, der zoologisch bedeutend ist (Fledermäuse, Nachtfalter, Höhlenspinnen) | Holthausen | Flur 5, Flurstück 57 (am Holthauser Bach) Karte                                                 |
| 1.3.2.2.14 Dachsloch                                 | 1.3.2.2.14                   | Dachsloch                                   | künstlich erweiterte, ca. 14 m lange Karsthöhle in Kalkbank der Oberen Honseler Schichten des Mitteldevons | Hagen      | Flur 20, Flurstück 218 (östlich Selbecker Straße) Karte                                         |
| 1.3.2.2.15 Stollen Kupfergrube (Grubenfeld Julie II) | 1.3.2.2.15                   | Stollen Kupfergrube (Grubenfeld Julie II)   | zoologisch bedeutender, ca. 80–100 m langer, ehemaliger Kupfer-Erz-Bergwerkstollen in Brandenberg-Schichten des Mitteldevons | Hagen      | Flur 18, Flurstück 97 (Dornscheider Bachtal östlich Freilichtmuseum) Karte                      |
|                                                      | 1.3.2.2.16                   | Stollen Grubenfeld Julie I                  | zoologisch bedeutender, ehemaliger Kupfer-Erz-Bergwerkstollen in Brandenberg-Schichten des Mitteldevons (Sandstein, Schluffstein, Tonstein)                                                                                     | Hagen      | Flur 18, Flurstück 85 (Hangfuß Eilper Berg östlich Freilichtmuseum) Karte                       |
|                                                      | 1.3.2.2.17                   | Stollen Mäckinger Bach                      | zoologisch bedeutender, ehemaliger Kupfer-Erz-Bergwerkstollen in Brandenberg-Schichten des Mitteldevons mit verschüttetem Eingang                                                                                               | Hagen      | Flur 18, Flurstück 92 (östlich Freilichtmuseum) Karte                                           |
| 1.3.2.2.18 Stollen Wammesberg                        | 1.3.2.2.18                   | Stollen Wammesberg                          | zoologisch bedeutender, ca. 300 m tiefer Stollen in unteren Brandenberg-Schichten des Mitteldevons mit Sandstein und Tonschiefer                                                                                                | Delstern   | Flur 17, Flurstück 121 (Felswandfuß nördlich Fachklinik Ambrock) Karte                          |
| 1.3.2.2.19 Stollen Volmeufer Ambrock                 | 1.3.2.2.19                   | Stollen Volmeufer Ambrock                   | zoologisch bedeutender, ca. 150 m langer Stollen in Brandenberg-Schichten des Mitteldevons | Delstern   | Flur 17, Flurstück 205 (Volmeufer bei Ambrock) Karte                                            |
| 1.3.2.2.20 Finkinghöhle                              | 1.3.2.2.20                   | Finkinghöhle                                | zoologisch bedeutende, ca. 7 m lange Klufthöhle in Sandsteinen und Tonschiefern der unteren Brandenberg-Schichten des Mitteldevons                                                                                              | Delstern   | Flur 7, Flurstück 60 (Steilhang zur Volme nördlich Dahl) Karte                                  |
| 1.3.2.2.21 Stollen Asmecke                           | 1.3.2.2.21                   | Stollen Asmecke                             | zoologisch bedeutender, ca. 90 m langer Stollen | Dahl       | Flur 7, Flurstück 281 (Seitental Asmecke-Bach) Karte                                            |
| 1.3.2.2.22 Stollen Funkenhaus                        | 1.3.2.2.22                   | Stollen Funkenhaus                          | verschlossener Stollen | Dahl       | Flur 7, Flurstück 184 (hinter Hotel Funkenhaus) Karte                                           |
| 1.3.2.2.23 Stollen Haus Uffeln                       | 1.3.2.2.23                   | Stollen Haus Uffeln                         | zoologisch bedeutender, ca. 4–5 m tiefer Nutzungsstollen in Hobräcker Schichten des Mitteldevons (Ton-, Sand- und Schluffstein mit Kalksteinlinsen)                                                                             | Dahl       | Flur 11, Flurstück 524 (nördlich Heedfelder Straße in Rummenohl) Karte                          |

## Naturdenkmäler in Innenbereich (Naturdenkmalverordnung)
Die folgenden Naturdenkmäler befinden sich im baurechtlichen Innenbereich (Gebiete der „im Zusammenhang bebauten Ortsteile“). Sie sind durch die Hagener Naturdenkmalverordnung geschützt, die am 26. März 2012 in Kraft trat. Die Aufstellung der Verordnung wurde 1999 eingeleitet; eine erste Änderung (Erweiterung/Aktualisierung) wurde 2014 beschlossen.
Für die Verordnung gilt eine Laufzeit von 10 Jahren, d. h. über eine Weiterführung bzw. eine neue Schutzverordnung wird bis März 2022[veraltet] zu entscheiden sein. Sofern dies nicht geschieht, entfällt der Naturdenkmalstatus automatisch mit Ende der Verordnungsgültigkeit.
Hintergrund der Naturdenkmalverordnung war eine Verfügung der Bezirksregierung Arnsberg von 1997, mit der die Stadt Hagen auf die anstehende Aufhebung der Naturdenkmal-Altverordnungen des Kreises Iserlohn und des Ennepe-Ruhr-Kreises von 1974 hingewiesen wurde. Dies betraf Bereiche, die seit der Gebietsreform 1975 zum Stadtgebiet Hagen gehören. Die beiden Altverordnungen beinhalteten insgesamt noch neun Naturdenkmäler (Bäume bzw. Baumgruppen), von denen zwei zwischenzeitlich durch den Hagener Landschaftsplan als Naturdenkmal unter Schutz gestellt wurden.
Noch bevor die Naturdenkmalverordnung 2012 in Kraft trat, wurde im November 2007 die Baumschutzsatzung der Stadt Hagen nach einem Mehrheitsbeschluss des Rates außer Kraft gesetzt. Dies wurde v. a. mit Kosteneinsparungen begründet. Durch die seit 1986 geltende Satzung waren im Innenbereich ältere Bäume mit bestimmten Stammumfängen grundsätzlich geschützt und durften nur mit Genehmigung gefällt werden. Die Aufhebung der Satzung sorgte für Bürgerproteste, u. a. wurden 1400 Unterschriften für die Beibehaltung des Baumschutzes gesammelt. Nach Aufhebung der Baumschutzsatzung kam es, wie erwartet, zu vermehrten Baumfällungen.

### Bäume
In der Naturdenkmalverordnung sind die folgenden Objekte – ausschließlich Bäume bzw. Baumgruppen – erfasst. Die meisten wurden als ortsbildprägende Einzelbäume unter Schutz gestellt. Einige sind auch dendrologisch interessant (z. B. Ginkgo) oder besonders alt (z. B. Priorlinde). Etwa ein Drittel dieser Naturdenkmäler ist in städtischem Besitz.
Die Kennungen der Naturdenkmäler im Innenbereich beginnen mit N, M, ED oder HO, gefolgt von laufenden Nummern. Die Buchstaben stehen für die Hagener Stadtbezirke Nord, Mitte, Eilpe/Dahl und Hohenlimburg (im Innenbereich des Stadtbezirks Haspe ist kein Naturdenkmal ausgewiesen).
| Bild                                     | ND-Kennung (Verordnung)      | Bezeichnung | Details | Stadtbezirk  | Gemarkung       | Lage |
| ---------------------------------------- | ---------------------------- | --- | --- | ------------ | --------------- | --- |
| N-1 Platane                              | N-1                          | Platane (Platanus × hispanica)                                                                                 | markanter, im Wohnquartier prägender Einzelbaum | Nord         | Eckesey         | Herderstraße 12 (Garten) Karte |
| N-3 Rotbuche                             | N-3                          | Rot-Buche (Fagus sylvatica)                                                                                    | stattlicher Einzelbaum | Nord         | Boele           | Schwerter Straße 147 (Garten) Karte |
| N-4 Rosskastanie                         | N-4                          | Rosskastanie (Aesculus hippocastanum)                                                                          | markanter, ortsbildprägender Einzelbaum | Nord         | Boele           | Bonsmannstraße 36 (Vorgarten) Karte |
| N-5 Blutbuche                            | N-5                          | Blut-Buche (Fagus sylvatica 'Atropunicea')                                                                     | markanter, ortsbildprägender Einzelbaum | Nord         | Boele           | Batheyer Straße 89 (an Grundstücksmauer) Karte |
| N-7.1 bis N-7.3 Drei Stiel-Eichen        | N-7 (N-7.1 bis N-7.3)        | 3 Stiel-Eichen (Quercus robur)                                                                                 | markante, ortsbildprägende Baumreihe | Nord         | Fley            | Feldmarkweg/Angerpfad (Böschungskopf südlich Regenrückhaltebecken) Karte |
| N-8 Stiel-Eiche                          | N-8                          | Stiel-Eiche (Quercus robur)                                                                                    | stattlicher Einzelbaum | Nord         | Fley            | Feldmarkweg (Böschung Straßenseitengraben) Karte |
| N-9 Berg-Ulme                            | N-9                          | Berg-Ulme (Ulmus glabra)                                                                                       | seltenen großes Exemplar | Nord         | Boele           | Auf dem Graskamp 27/29 (im Hinterhof östlich des Wohnhauses) Karte |
| M-1 Stiel-Eiche                          | M-1                          | Stiel-Eiche (Quercus robur)                                                                                    | markanter Baum | Mitte        | Hagen           | Fleyer Straße 104 b (Vorgarten) Karte |
| M-2 Ginkgo                               | M-2                          | Ginkgo (Ginkgo biloba)                                                                                         | dendrologisch interessanter Baum, ältestes Exemplar in Hagen | Mitte        | Hagen           | Märkischer Ring 101/Rembergstraße 2 (Parkplatzrand hinter CVJM-Heim) Karte |
| M-3 Flügelnuss                           | M-3                          | Flügelnuss (Pterocarya fraxinifolia)                                                                           | markanter, stadtbildprägender Baum | Mitte        | Hagen           | Märkischer Ring 101 (Gehweg vor CVJM-Heim) Karte |
| M-4 Blutbuche                            | M-4                          | Blut-Buche (Fagus sylvatica 'Atropunicea')                                                                     | stattlicher Einzelbaum | Mitte        | Hagen           | Volkspark (Rasenfläche gegenüber Einmündung Bahnhofstraße) Karte |
| M-5 Flügelnuss                           | M-5                          | Flügelnuss (Pterocarya fraxinifolia)                                                                           | markanter Einzelbaum | Mitte        | Hagen           | Volmepark (Rasenfläche nördlich vom Sparkassenhaus) Karte |
| M-6 Rosskastanie                         | M-6 (M-6.1 und M-6.2)        | 2 Rosskastanien (Aesculus hippocastanum)                                                                       | stattliches Baumpaar östlicher Baum (M-6.2) weitgehend abgestorben, Fällung im Winter 2016/17 vorgesehen | Mitte        | Hagen           | Funckepark (am Fußweg in Mitte der Grünanlage) Karte |
| M-7 Blutbuche                            | M-7                          | Blut-Buche (Fagus sylvatica 'Atropunicea')                                                                     | markanter Baum | Mitte        | Hagen           | Funckepark (Rasenfläche im westlichen Bereich der Grünanlage) Karte |
| M-8 Hängebuche                           | M-8                          | Hänge-Buche (Fagus sylvatica 'Pendula')                                                                        | markanter Baum, selten großes Exemplar | Mitte        | Hagen           | Funckepark (Rasenfläche im westlichen Bereich der Grünanlage) Karte |
| M-9 Ahornblättrige Platane               | M-9                          | Platane (Platanus × hispanica)                                                                                 | stattlicher, situationsprägender Einzelbaum | Mitte        | Hagen           | Bahnhofstraße 30 (Hochbeet im Hofbereich) Karte |
| M-10 Rotbuche                            | M-10                         | Rot-Buche (Fagus sylvatica)                                                                                    | stattlicher Einzelbaum | Mitte        | Eppenhausen     | An der Egge 18 (Hofbereich) Karte |
| M-12 Stiel-Eiche                         | M-12                         | Stiel-Eiche (Quercus robur)                                                                                    | stattlicher, freistehender Baum | Mitte        | Eppenhausen     | An der Egge 17 (Garten) Karte |
| M-13 Baumreihe                           | M-13 (M-13.1 bis M-13.4)     | 2 Holländische Linden (Tilia × vulgaris) 1 Winterlinde (Tilia cordata) 1 Rosskastanie (Aesculus hippocastanum) | markante Baumreihe einer historischen Hofanlage | Mitte        | Holthausen      | Raiffeisenstraße 37 (Garten westlich Wohnhaus auf Schemmanshof) Karte |
| M-14 Rosskastanie                        | M-14                         | Rosskastanie (Aesculus hippocastanum)                                                                          | markanter, ortsbildprägender Einzelbaum | Mitte        | Holthausen      | Raiffeisenstraße 15 (Straßenrand westlich Haus) Karte |
| M-15 Trompetenbaum                       | M-15                         | Trompetenbaum (Catalpa bignonioides)                                                                           | markanter, dendrologisch interessanter Baum | Mitte        | Hagen           | Mariengasse 7 (Garten) Karte |
| M-16 Platane                             | M-16                         | Platane (Platanus × hispanica)                                                                                 | stattlicher, freistehender Baum in ehemaligem Garten der Villa Post | Mitte        | Hagen           | Wehringhauser Straße 38 (Grünanlage hinter Villa) Karte |
| M-17 Rosskastanie                        | M-17                         | Rosskastanie (Aesculus hippocastanum)                                                                          | markanter, ortsbildprägender Einzelbaum | Mitte        | Hagen           | Minervastraße 15 (Vorgarten) Karte |
| M-18 Eibe                                | M-18                         | Eibe (Taxus baccata)                                                                                           | stattliches, mehrstämmiges Exemplar in altem Villengarten | Mitte        | Hagen           | Dorotheenstraße 18 (Park neben Eingangstreppe) Karte |
|                                          | M-19                         | Sommer-Linde (Tilia platyphyllos)                                                                              | markanter Baum in altem Villengarten | Mitte        | Hagen           | Dorotheenstraße 18 (Park westlich am Fußweg) Karte |
| M-20.1 Spitz-Ahorn und M-20.2 Berg-Ahorn | M-20 (M-20.1 und M-20.2)     | 1 Spitz-Ahorn (Acer platanoides) Berg-Ahorn (Acer pseudoplatanus)                                              | markantes Baumpaar in altem Villengarten | Mitte        | Hagen           | Dorotheenstraße 18 (Park, nördlich Fußweg) Karte |
| M-21 Rosskastanie                        | M-21                         | Rosskastanie (Aesculus hippocastanum)                                                                          | stattlicher Einzelbaum in altem Villengarten | Mitte        | Hagen und Haspe | Dorotheenstraße 18 (Park, ca. 6 m östlich Haus) Karte |
| M-22 Berg-Ahorn                          | M-22                         | Berg-Ahorn (Acer pseudoplatanus)                                                                               | stattlicher Einzelbaum in altem Villengarten | Mitte        | Hagen und Haspe | Dorotheenstraße 18 (Garten, ca. 6 m vor nordöstlicher Hausecke) Karte |
| M-23 Berg-Ahorn                          | M-23                         | Berg-Ahorn (Acer pseudoplatanus)                                                                               | stattlicher Einzelbaum in altem Villengarten | Mitte        | Hagen und Haspe | Dorotheenstraße 18 (Garten, ca. 12 m vor nordöstlicher Hausecke) Karte |
|                                          | M-24                         | Berg-Ahorn (Acer pseudoplatanus)                                                                               | stattlicher Einzelbaum in altem Villengarten | Mitte        | Haspe           | Dorotheenstraße 18 (Park, ca. 30 m westlich Haus) Karte |
| M-25 Blutbuche                           | M-25                         | Blut-Buche (Fagus sylvatica 'Atropunicea')                                                                     | markanter, im Wohnquartier prägender Einzelbaum | Mitte        | Hagen           | Hochstraße 21 (Hof neben Garagenzufahrt) Karte |
| ED-1 Rotbuche (rechts)                   | ED-1                         | Rot-Buche (Fagus sylvatica)                                                                                    | markanter Baum | Eilpe/Dahl   | Hagen           | Franzstraße 51 (Vorgarten des Kindergartens) Karte |
| ED-2 Rosskastanie (links)                | ED-2                         | Rosskastanie (Aesculus hippocastanum)                                                                          | markanter Baum | Eilpe/Dahl   | Hagen           | Franzstraße 51 (Vorgarten des Kindergartens) Karte |
| ED-3 Stiel-Eiche                         | ED-3                         | Stiel-Eiche (Quercus robur)                                                                                    | markanter, ortsbildprägender Baum | Eilpe/Dahl   | Delstern        | Eilper Straße (Straßenböschung gegenüber Haus Nr. 20) Karte |
| ED-4 Platane                             | ED-4                         | Platane (Platanus × hispanica)                                                                                 | stattlicher Einzelbaum, Relikt des Gartens der ehemaligen Villa Vorster | Eilpe/Dahl   | Delstern        | Delsterner Straße 118 (Grundstücksgrenze, Garten hinter Haus Nr. 120) Karte |
|                                          | ED-5                         | Berg-Ahorn (Acer pseudoplatanus)                                                                               | stattlicher Einzelbaum, Relikt des Gartens der ehemaligen Villa Vorster | Eilpe/Dahl   | Delstern        | Delsterner Straße 120 (Garten hinter Villa) Karte |
| ED-6 Blutbuchen-Gruppe                   | ED-6 (ED-6.1 bis ED-6.4)     | 4 Blut-Buchen (Fagus sylvatica ‘Atropunicea‘)                                                                  | markante, ortsbildprägende Baumgruppe | Eilpe/Dahl   | Dahl            | ev. Kirche Dahl (Grünanlage westlich und südlich der Kirche) Karte |
| ED-7 Sommerlinde                         | ED-7                         | Sommer-Linde (Tilia platyphyllos)                                                                              | markanter Einzelbaum im Park von Haus Dahl | Eilpe/Dahl   | Dahl            | Dahler Straße 67 (südlich neben Bruchsteinmauer am Fußweg zwischen Kirche und Märkischer Bank) Karte                                                                                 |
| ED-8 Blutbuche                           | ED-8                         | Blut-Buche (Fagus sylvatica 'Atropunicea')                                                                     | markanter Einzelbaum im Park von Haus Dahl | Eilpe/Dahl   | Dahl            | Dahler Straße 67 (Grünfläche südlich Märkischer Bank) Karte |
| ED-9 Stiel-Eiche                         | ED-9                         | Stiel-Eiche (Quercus robur)                                                                                    | markanter Einzelbaum | Eilpe/Dahl   | Dahl            | Zum Bollwerk 28 (östliche Grundstücksecke am Weg) Karte |
| weitere Bilder                           | ED-10                        | Sommer-Linde (Tilia platyphyllos)                                                                              | „Priorlinde“ im Ortsteil Priorei, Alt-ND (Ennepe-Ruhr-Kreis, seit 1974) – einer der ältesten Bäume im Stadtgebiet (mind. 500 Jahre alt) mit ehemals auffälliger Kronenform (Kandelaberlinde), seit Mitte des 20. Jahrhunderts und misslungenen „Pflegemaßnahmen“ zunehmende Anzeichen des Absterbens | Eilpe/Dahl   | Dahl            | Zur Priorlinde 14 (südlich Gaststätte „Zur Priorlinde“) Karte |
| HO-1.1 und HO-1.2 Sommerlinden           | HO-1 (HO-1.1 und HO-1.2)     | 2 Sommer-Linden (Tilia platyphyllos)                                                                           | stattlicher Einzelbaum und markantes Baumpaar an altem Wohnhaus; Alt-ND mit ursprünglich 3 Linden (ein Baum am Parkplatz wurde um 2010/11 stark eingekürzt, seither nicht mehr schutzwürdig) | Hohenlimburg | Hohenlimburg    | Alter Schlossweg 17 (Garten östlich Wohnhaus und Parkplatzrand westlich Wohnhaus) Karte                                                                                              |
| HO-2 Blutbuche                           | HO-2                         | Blut-Buche (Fagus sylvatica 'Atropunicea')                                                                     | markanter Einzelbaum im Garten der ehemaligen Villa Wälzholz/Bettermann | Hohenlimburg | Hohenlimburg    | Stennertstraße 3 (Garten hinter Villa) Karte |
| HO-4 Eibe                                | HO-4                         | Eibe (Taxus baccata)                                                                                           | markanter Einzelbaum | Hohenlimburg | Hohenlimburg    | Im Weinhof 16 (Vorgarten) Karte |
| HO-6 Sommerlinde                         | HO-6                         | Sommer-Linde (Tilia platyphyllos)                                                                              | stattlicher Einzelbaum | Hohenlimburg | Hohenlimburg    | Am Boeckwaag (Südostecke Friedhof der evangelisch-reformierten Kirchengemeinde) Karte                                                                                                |
| HO-7 Spitz-Ahorn                         | HO-7                         | Spitz-Ahorn (Acer platanoides)                                                                                 | stattlicher Baum | Hohenlimburg | Hohenlimburg    | Am Boeckwaag (Grünfläche entlang Grenze zum Friedhof der evangelisch-reformierten Kirchengemeinde) Karte                                                                             |
| HO-8 Sommerlinde                         | HO-8                         | Sommer-Linde (Tilia platyphyllos)                                                                              | markanter, ortsbildprägender Einzelbaum | Hohenlimburg | Hohenlimburg    | Esserstraße (Grundstücksgrenze in Mauerlücke und Gehsteigausbuchtung gegenüber Häusern Nr. 36/38) Karte                                                                              |
| HO-9.1 und HO-9.2 Eiben                  | HO-9 (HO-9.1 und HO-9.2)     | 2 Eiben (Taxus baccata)                                                                                        | markante Bäume | Hohenlimburg | Hohenlimburg    | Im Stift 37 (nordöstlich und südöstlich neben Gebäude) Karte |
| HO-11 Stiel-Eiche                        | HO-11                        | Stiel-Eiche (Quercus robur)                                                                                    | markanter, im Wohnquartier prägender Einzelbaum | Hohenlimburg | Hohenlimburg    | Oeger Holz 1–7 (Gartenbrache nördlich Oeger Holz 1) Karte |
| HO-12.1 bis HO-12.12 Trauben-Eichen      | HO-12 (HO-12.1 bis HO-12.12) | 12 Trauben-Eichen (Quercus petraea)                                                                            | einzigartige Baumgruppe einer alten landwirtschaftlichen Hofstelle | Hohenlimburg | Halden          | Wehbergstraße 3 (Eichenwäldchen südlich Hoflage) Karte |
|                                          | HO-13                        | Stiel-Eiche (Quercus robur)                                                                                    | markanter Einzelbaum, seltene gedrungene Wuchsform, Relikt eines kleinen Bachtales | Hohenlimburg | Halden          | Schwarzwaldstraße 48 (Böschung im östlichen Gartenteil) Karte |
| Ho-14.2 Stieleiche                       | HO-14 (HO-14.1 und HO-14.2)  | 1 Winterlinde (Tilia cordata) 1 Stiel-Eiche (Quercus robur)                                                    | markante Einzelbäume im ehemaligen Bleckschen Park | Hohenlimburg | Halden          | Lennestraße 89–91 (Park des Arcadeon/Haus der Wissenschaft und Weiterbildung: nördlicher Bereich/Fußweg zur Wehbergstraße und nordöstlicher Bereich/hinter Versorgungsgebäude) Karte |

## Nicht (mehr) vergebene Naturdenkmal-Kennungen

### Außenbereich (Landschaftsplan)
In der folgenden Liste sind die ehemaligen Naturdenkmäler im Außenbereich erfasst.
| Bemerkung       | ND-Kennung | Bezeichnung                                | Details                                                                                            | Gemarkung    | Lage                                                                           |
| --------------- | ---------- | ------------------------------------------ | -------------------------------------------------------------------------------------------------- | ------------ | ------------------------------------------------------------------------------ |
| ?               | 1.3.2.1.3  | ?                                          | [ Anm. 6 ]                                                                                         | ?            | ?                                                                              |
| gefällt         | 1.3.2.1.10 | Stiel-Eiche (Quercus robur)                | Baum auf Weidefläche                                                                               | Hohenlimburg | Flur 2, Flurstück 32 (nördlich von Reh)                                        |
| gefällt         | 1.3.2.1.11 | Trauben-Eiche (Quercus petraea)            | Baum am Waldrand bei Henkhausen                                                                    | Hohenlimburg | Flur 2, Flurstück 478 (Höhe Hasselbachstraße 46–50)                            |
| gefällt         | 1.3.2.1.12 | Blut-Buche (Fagus sylvatica 'Atropunicea') | Baum auf landwirtschaftlicher Fläche (Grünland/Wäldchen)                                           | Herbeck      | Flur 2, Flurstück 135 (nordöstlich Straßeneinmündung Sonnenfeld/Herbecker Weg) |
| gefällt         | 1.3.2.1.19 | Rot-Buche (Fagus sylvatica)                | Baum am Rand einer Grünfläche                                                                      | Westerbauer  | Flur 4, Flurstück 397 (nördlich Silscheder Straße)                             |
| 1997 aufgehoben | 1.3.2.1.26 | Esche (Fraxinus excelsior)                 | Baum auf Weidefläche                                                                               | Delstern     | Flur 3, Flurstück 219 (am Köhlerweg bei Bissingheim)                           |
| 1997 aufgehoben | 1.3.2.1.27 | Rot-Buche (Fagus sylvatica)                | Baum auf Grünfläche des Autobahnanschlusses Hagen-Süd (A 45)                                       | Holthausen   | Flur 1, Flurstück 489 (A-45-Anschlussstelle)                                   |
| gefällt         | 1.3.2.1.28 | Berg-Ahorn (Acer pseudoplatanus)           | Baum am Schlossberg (eine Platane als zweiter Baum des ND steht noch)                              | Hohenlimburg | Flur 23, Flurstück 75 (unterhalb Schlossgartenterrasse)                        |
| gefällt         | 1.3.2.1.32 | Eibe (Taxus baccata)                       | Baum am Schloss Hohenlimburg neben dem „Nassauer Schlösschen“                                      | Hohenlimburg | Flur 23, Flurstück 77 (neben Schlosstor)                                       |
| 2006 aufgehoben | 1.3.2.1.34 | 2 Sommer-Linden (Tilia platyphyllos)       | Bäume am Schlossberg (aus Verkehrssicherungsgründen erheblich eingekürzt, nicht mehr schutzwürdig) | Hohenlimburg | Flur 23, Flurstück 78 (Vorgarten Fürstliche Revierförsterei, Haus Forstweg 29) |
| gefällt         | 1.3.2.1.37 | Blut-Buche (Fagus sylvatica 'Atropunicea') | Straßenbaum am Gut Kuhweide                                                                        | Delstern     | Flur 12, Flurstück 12 (Kuhweide 1–3a nördlich des Guts)                        |
| gefällt         | 1.3.2.1.38 | Stiel-Eiche (Quercus robur)                | Baum am Gut Kuhweide                                                                               | Delstern     | Flur 12, Flurstück 12 (Kuhweide 1–3a südlich des Guts)                         |
| umgestürzt      | 1.3.2.1.45 | Hainbuche (Carpinus betulus)               | Einzelbaum auf Weidefläche                                                                         | Dahl         | Flur 1, Flurstück 186 (nordwestlich Hunsdiek)                                  |
| 1997 aufgehoben | 1.3.2.1.49 | Rot-Buche (Fagus sylvatica)                | Baum an Weggabelung                                                                                | Dahl         | Flur 13, Flurstück 554 (Gabelung Hengstenbergweg/Weg nach Bietinghausen)       |
| 1997 aufgehoben | 1.3.2.1.50 | Hainbuche (Carpinus betulus)               | Baum am Waldrand                                                                                   | Dahl         | Flur 7, Flurstück 164 (westlich Riepegelle)                                    |
| 1997 aufgehoben | 1.3.2.1.53 | Wildkirsche (Prunus avium)                 | Baum in Böschung inmitten Feldgehölz                                                               | Dahl         | Flur 9, Flurstück 336 (zwischen Nimmerbachzufluss und A 46 östlich Rumscheid)  |

### Innenbereich (Naturdenkmalverordnung)
In der folgenden Liste sind die in der Naturdenkmalverordnung fehlenden laufenden Nummern aufgeführt. Es handelt sich um Objekte im Innenbereich, die zuerst vom städtischen Umweltamt vorgeschlagen (geplant) waren, aber in der 2012 beschlossenen Naturdenkmalverordnung nicht ausgewiesen wurden. In den meisten Fällen war die Schutzwürdigkeit durch zwischenzeitliche Veränderungen nicht mehr gegeben.
| Bemerkung                             | ND-Kennung | Bezeichnung                 | Details | Gemarkung    | Lage                                                                                              |
| ------------------------------------- | ---------- | --------------------------- | --- | ------------ | ------------------------------------------------------------------------------------------------- |
| geplantes ND, weiterhin schutzwürdig  | N-2        | 2 Platanen (Platanus sp.)   | aufgrund Vorschlag der SPD-Fraktion und Ratsbeschluss (2005) aus Entwurfsliste der Verordnung herausgenommen; kein Naturdenkmalschutz aber Bäume sind zu erhalten (danach Neubau Gemeindezentrum 2006–2008) | Boele        | Grundstück der evangelischen Melanchthongemeinde (Philipp-Nicolai-Kirche an der Schwerter Straße) |
| geplantes ND, nicht mehr schutzwürdig | N-6        | Kastanienallee              | Allee wurde aus Verkehrssicherungsgründen stark beschnitten (3 Bäume gefällt, 13 verbliebene Bäume verfügen nicht mehr über baumtypischen Habitus), nicht mehr schutzwürdig                                 | Boele        | Haus Busch                                                                                        |
| geplantes ND, nicht mehr schutzwürdig | M-11       | Winterlinde (Tilia cordata) | Teil der Krone 2009 aus ungeklärten Gründen abgestorben, Baum erfüllte die Naturdenkmalkriterien nicht mehr                                                                                                 | Eppenhausen  | An der Egge 8                                                                                     |
| geplantes ND, gefällt                 | HO-3       | Platane (Platanus sp.)      | Baum wurde zur Verwirklichung einer neuen Gleisüberführung gefällt; den Festsetzungen des rechtskräftigen Bebauungsplanes war Vorrang einzuräumen                                                           | Hohenlimburg | nahe Hohenlimburger Bahnhof                                                                       |
| geplantes ND, nicht mehr schutzwürdig | HO-5       | Eibe (Taxus baccata)        | Baum umgestürzt, nicht mehr schutzwürdig | Hohenlimburg | Im Weinhof 16                                                                                     |
| geplantes ND, nicht mehr schutzwürdig | HO-10      | Linde (Tilia sp.)           | „Krimlinde“; einer von zwei Haupttrieben im Sommer 2008 ausgebrochen | Hohenlimburg | Friedhof der evangelisch-reformierten Kirchengemeinde an der Iserlohner Straße                    |
| 2009 gefällt                          | HO-15      | Eiche (Quercus sp.)         | Alt-ND (Kreis Iserlohn, seit 1974), Baum war nicht mehr standsicher | Berchum      | Berchumer Kirchplatz 7 a/b                                                                        |